# Fekete-tengeri Haditengerészeti Csoport
A Fekete-tengeri Haditengerészeti Csoport (BLACKSEAFOR) 2001. elején Törökország vezetésével jött létre, s minden, a Fekete-tenger partján fekvő állam, név szerint Bulgária, Románia, Ukrajna, Oroszország, Grúzia is a tagja. A BLACKSEAFOR alapító szerződését 2001. április 2-án Isztambulban írták alá.
A BLACKSEAFOR eredeti célja a fekete-tengeri övezetben a biztonság és a stabilitás megőrzése, a régió államai közti barátság és jó viszony fenntartása, erősítése, s a tengeri haderők közti együttműködési képesség javítása.
A politikai párbeszéd mellett könnyen megvalósítható védelmi, és katonai feladatokat is ellátnak. Az emberek felkutatása és megmentése, a környezet védelme és a tengeralatti bányászatok befejezése volt az elsődleges célok között. A 2001. szeptember 11-ei terrortámadás után a BLACKSEAFOR felelősségi területe kiterjedt a terrorizmusra is. A részes felek még mindig dolgoznak azon, hogyan tudják a BLACKSEAFOR felépítését úgy átalakítani, hogy az képes legyen a megváltozott biztonsági környezethez történő alkalmazkodásra. 
A BLACKSEAFOR egy kérésre összeálló katonai egység, melynek nincs állandó központja. Állandó rendszerességgel tartja összejöveteleit, az egységek vezetése rotációs elven cserélődik. Minden résztvevő hat hónapra adja a szervezet vezetőjét. 
A BLACKSEAFOR 2. Megállapodása értelmében minden évben rendszeres közös akciókat szerveznek. Előre el nem tervezett közös gyakorlatot is lehet tartani, ha abban legalább 4 hajó érintett. 
A határozatokat egyhangúlag hozzák meg.
A BLACKSEAFOR nagy szerepet játszik a Fekete-tengerhez kötődő tengeri területek biztonságának fenntartásában. A BLACKSEAFOR tagállamai 2005-ben egy olyan megállapodást írtak alá, melyben kijelentették, hogy bár a Fekete-tenger övezetében nem teljesen szimmetrikus a kockázatok eloszlása, a térségben nincsenek olyan fenyegető veszélyek, melyeket a részes felek ne lennének képesek kezelni.

## Külső hivatkozások
Blackseafor